# فاکس لیک هیلز (ایلینوی)
فاکس لیک هیلز (به انگلیسی: Fox Lake Hills) یک منطقهٔ مسکونی در ایالات متحده آمریکا است که در ایلینوی واقع شده‌است. فاکس لیک هیلز ۲٬۵۹۱ نفر جمعیت دارد.